# Девојачки снови
Девојачки снови је други студијски албум фолк певачице Анице Миленковић издат 1992. године за ПГП РТБ. На албуму је радио Предраг Неговановић, брат Новице Неговановића.

## Списак песама
| №   | Назив                      | Текст                | Музика              | Трајање |  |
| 1.  | Да се љубим, рано ми       | Муниб Алић           | Предраг Неговановић | 2:58    |  |
| 2.  | Мама каже да, тата каже не | Мики Јовичић         | Миша Стојићевић     | 2:46    |  |
| 3.  | Девојачки снови            | Миладин Богосављевић | Предраг Неговановић | 2:54    |  |
| 4.  | Научи ме                   | Муниб Алић           | Предраг Неговановић | 3:07    |  |
| 5.  | Хвала богу                 | Миладин Богосављевић | Предраг Неговановић | 2:48    |  |
| 6.  | Победиће љубав             | Гане Ђурић           | Миша Стојићевић     | 2:59    |  |
| 7.  | Не дам те ником            | В. Васић             | Миша Стојићевић     | 3:15    |  |
| 8.  | Неће ружа да мирише        | Светозар Балтић      | Предраг Неговановић | 3:49    |  |
| 9.  | Остани, остани             | Љубомир Гаврић       | Предраг Неговановић | 3:09    |  |
| 10. | Возови                     | Н. Павловић          | Н. Павловић         | 3:25    |  |
| 11. | Једна љубав, једна грешка  | Миле Живић           | Миша Стојићевић     | 2:05    |  |